# Eoacmaea omanensis
Eoacmaea omanensis is een slakkensoort uit de familie van de Eoacmaeidae. De wetenschappelijke naam van de soort is voor het eerst geldig gepubliceerd in 1975 door Christiaens.